# Cymatoderma hainanense
Cymatoderma hainanense är en svampart som beskrevs av Z.T. Guo 1986. Cymatoderma hainanense ingår i släktet Cymatoderma och familjen Meruliaceae.   Inga underarter finns listade i Catalogue of Life.